# Комбаз, Кристиан
Кристиа́н Комба́з (фр. Christian Combaz; род. 21 сентября 1954, Французский Алжир или Алжир) — французский писатель.

## Биография и творчество
Родился в 1954 г. в Алжире, где его отец работал в нефтяной компании. Учился в колледже Франсуа Мориака в Бордо, в колледже иезуитов и в колледже Sainte Croix de Neuilly в Париже. В 17 лет поступил в Сорбонну и Лицей Генриха IV. Окончил Институт политических наук и Школу изящных искусств по специальности «скульптура». Занимался журналистикой и литературной критикой в газетах.
Автор более двух десятков произведений. Первый роман «Мсье» был опубликован в 1978 г. Награждён премией Французской академии «За общий вклад в литературу». Неоднократно приезжал в Россию, знает русский язык. На русском языке опубликованы романы «Властелин Урании» и «За час до вечности».

## Произведения

### Романы
- Messieurs — Seuil, 1979
- Montefalco — Seuil, 1981
- Constance D — Seuil & Points-roman 1982
- Oncle Octave — Seuil, 1983
- La Compagnie des ombres — Seuil, 1985
- Le Cercle militaire — Seuil, 1987
- À ceux qu’on n’a pas aimés — Seuil, 1988
- Chez Cyprien — Laffont, 1990
- Bal dans la maison du pendu — Laffont, 1991
- Franz — Laffont, 1995
- Une petite vie — Flammarion, 1996
- La Clémence de Neptune — Rocher, 1997
- Constance D (réédition) — Rocher, 1998
- Jours de France — Rocher, 1998
- Le Seigneur d’Uranie — Flammarion, 1999
- La Barque de nuit — Fayard, 2000
- À ceux qu’on n’a pas aimés (réédition) Fayard, 2000
- Une heure avant l'éternité — Fayard, 2001
- Nus et vêtus — Fayard, 2002
- Lion ardent ou la confession de Léonard de Vinci — Fayard, 2003
- Cent ans et demi — Fayard, 2006

### Эссе
- Éloge de l'âge — Laffont & LGF, 1987.
- Les Sabots d’Émile — Laffont, 1989.
- Lettre à Raymond qui ne croit pas au bon Dieu — Laffont 1990
- De l’Est, de la peste et du reste — Laffont 1993
- Égaux et nigauds — Rocher, 2000
- La France mérite mieux que ça — Rocher 2002
- Enfants sans foi ni loi — Rocher, 2003
- Le Roman de Budapest- Rocher, 2006